# Alias María
Alias María és una pel·lícula dramàtica colombo-argentina-francesa de 2015, dirigida per José Luis Rugeles i escrita per Diego Vivanco. Va ser estrenada a Colòmbia el 3 d'abril de 2015. La pel·lícula va ser projectada en la secció Un Certain Regard al 68è Festival Internacional de Cinema de Canes. Tracta el conflicte armat colombià des del punt de vista d'una nena guerrillera de 13 anys. Fou seleccionada per representar Colòmbia a l'Oscar a la millor pel·lícula de parla no anglesa als Premis Oscar de 2016 però no va ser nominada.

## Sinopsi
María (Karen Torres) és una jove de 13 anys combatent de la guerrilla que porta militant des de fa dos anys. Ha d'emprendre la missió de portar al fill nounat del seu comandant a través de la selva fins a un poble segur, sent acompanyada per Byron (Anderson Gomez), Yuldor (Erik Ruiz) i Mauricio (Carlos Clavijo). Ella també està embarassada, però ha de guardar el seu secret per a evitar que el metge del campament l'obligui a avortar, no obstant això, el seu secret és revelat durant la travessia.

## Repartiment
- Karen Torres com María.
- Carlos Clavijo com Mauricio.
- Anderson Gomez com Byron.
- Erik Ruiz com Yuldor.
- Fabio Velazco com el comandante.
- Lola Lagos com Diana.
- Julio Pachón com el médico.
- Carmenza González com esposa del médico.